# Bill Owens (Politiker, 1949)

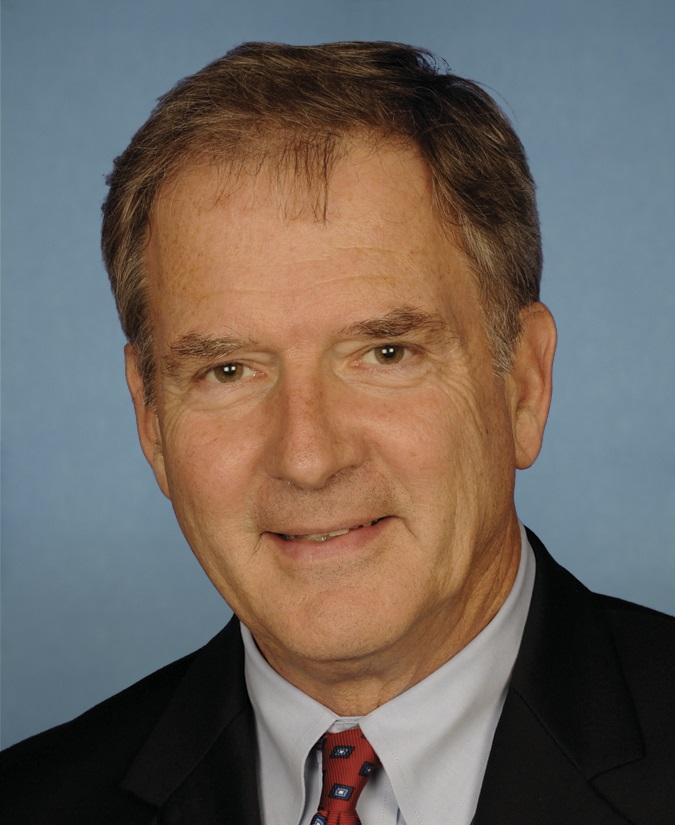
Bill Owens

William Lewis „Bill“ Owens (* 20. Januar 1949 in New York City, New York) ist ein US-amerikanischer Politiker der Demokratischen Partei. Von 2009 bis 2015 war er Mitglied des Repräsentantenhauses der Vereinigten Staaten für den 23. und den 21. Kongressdistrikt des Bundesstaates New York.

## Biografie
Bill Owens wurde als Sohn von Lewis Owens und Alice Stanton Owens in New York City geboren. Nach dem Abschluss der High School an der Chaminade High School in Mineola diente er in der United States Air Force, zuletzt als Captain (in Deutschland mit einem Hauptmann zu vergleichen). Mit einem Abschluss im Fach Verwaltung schloss er 1971 mit Summa cum laude am Manhattan College ab. 1974 schloss er schließlich an der Fordham University ab. Bevor er ins US-Repräsentantenhaus gewählt wurde, war er als Rechtsanwalt und Berater tätig. 
Er wurde als Nachfolger von John M. McHugh, der als Heeresstaatssekretär der Vereinigten Staaten berufen wurde, in einer Special-Election ins Repräsentantenhaus gewählt. Seinen Sitz konnte er bei den Wahlen 2010 äußerst knapp mit 48,2 % der Stimmen verteidigen. Im Kongress war er Mitglied des Committee on Agriculture, des Committee on Armed Services und des Committee on Homeland Security. Im Jahr 2014 verzichtete er auf eine erneute Kandidatur. Die Demokraten nominierten an seiner Stelle Aaron Woolf, der jedoch der Republikanerin Elise Stefanik deutlich unterlag.
Mit seiner Frau Jane lebt er in Plattsburgh. Er hat drei Kinder und vier Enkelkinder und ist Römisch-Katholischen Glaubens.